# Будинок Чернігівської громадської бібліотеки
Будинок Чернігівської громадської бібліотеки — пам'ятник історії виявлений у Чернігові. Наразі більша частина будівлі не використовується, менша частина (з боку Гончої вулиці) використовується як шиномонтаж.

## Історія
Наказом Головного управління культури туризму та охорони культурної спадщини Чернігівської обласної державної адміністрації від 07.06.2012 № 141 надано статус «знову виявлена пам'ятника історії» під охоронним № 7660. Будівля не має власної «території пам'ятника» та розташована у «комплексній охоронній зоні пам'яток історичного центру міста», за правилами забудови та використання території. На будівлі не встановлено інформаційну дошку.

## Опис
Одноповерховий будинок на цегляному фундаменті, прямокутний у плані. Будівля розташована на розі вулиць Преображенська та Гонча, має два входи. Фасад асиметричний: 10-віконний фасад з боку Преображенської, фасад з боку Гончої нині частково перетворено. Будинок був позначений на плані Чернігова 1805 — південніше від набережної Миколаївської церкви ХІХ століття.
Будинок був збудований у XVIII столітті для парафіяльної школи, 1895 року в будівлі розмістилася громадська бібліотека.
Чернігівська громадська бібліотека була заснована 1877 року з ініціативи прогресивної інтелігенції міста. Її фонди на початку ХХ століття досягли 5 тисяч екземплярів (без урахування журналів). Бібліотека активно пропагувала твори письменників-демократів. В одному з жандармських доносів за 1905 рік вказувалося, що «газети та журнали для бібліотеки підписуються виняткового лівого напрямку», і тому бібліотека служить «явковою квартирою для злочинних організацій». У січні 1905 року в бібліотеці проходили антиурядові збори, у яких брав участь Михайло Коцюбинський. До правління бібліотеки входили Михайло Коцюбинський, Віра Коцюбинська, Микола Вороний, Микола Черлюнчакевич.
1905 року, у зв'язку з тим, що було виявлено нелегальну літературу, бібліотека була закрита. Через деякий час була знову відкрита під назвою міської бібліотеки. У вересні 1908 року за розпорядженням губернатора була остаточно закрита. Фонди було передано до земської бібліотеки, де знаходилися до 1915 року.
Після закриття громадської бібліотеки 1908 року тут розмістився музей архівної комісії, пізніше житловий будинок. Наразі більша частина будівлі не використовується, менша частина (з боку Гончої вулиці) використовується як шиномонтаж.